# سلاینا (اکلاهما)
سلاینا(به انگلیسی: Salina) شهری در ایالت اکلاهما کشور ایالات متحده آمریکا است که جمعیت آن در سرشماری سال ۲۰۱۰ میلادی، ۱٬۳۹۶ نفر بوده‌است.